# جيف مارتن (كاتب)
جيف مارتن (بالإنجليزية: Jeff Martin)‏ هو كاتب سيناريو أمريكي، ولد في القرن العشرين.

## وصلات خارجية
- جيف مارتن على موقع IMDb (الإنجليزية)
- جيف مارتن على موقع قاعدة بيانات الفيلم (الإنجليزية)